# Арбузово (Конышёвский район)
Арбузово — посёлок станции в Конышёвском районе Курской области России. Входит в Старобелицкий сельсовет.

## География
Посёлок находится в 53 км от российско-украинской границы, в 80 км к северо-западу от Курска, в 23 км к северо-западу от районного центра — посёлка городского типа Конышёвка, в 4 км от центра сельсовета — села Старая Белица.
Климат
Арбузово, как и весь район, расположено в поясе умеренно континентального климата с тёплым летом и относительно тёплой зимой (Dfb в классификации Кёппена).
Часовой пояс
Посёлок Арбузово, как и вся Курская область, находится в часовой зоне МСК (московское время). Смещение применяемого времени относительно UTC составляет +3:00.

## Население
| 2002 | 2010 |
| ---- | ---- |
| 138  | ↘89  |

## Инфраструктура
Личное подсобное хозяйство. Библиотека. Вокзал. В посёлке 73 дома.

## Транспорт
Арбузово находится в 44 км от автодороги федерального значения М3 «Украина» (Москва — Калуга — Брянск — граница с Украиной), в 49 км от автодороги М2 «Крым» (Москва — Тула — Орёл — Курск — Белгород — граница с Украиной), в 17 км от автодороги А142 (Тросна — М-3 «Украина»), в 6 км от автодороги регионального значения 38К-038 (Фатеж — Дмитриев), в 19 км от автодороги 38К-005 (Конышёвка — Жигаево — 38К-038), в 5,5 км от автодороги 38К-003 (Дмитриев — Берёза — Меньшиково — Хомутовка), в 5 км от автодороги межмуниципального значения 38Н-146 (38Н-144 — Олешенка с подъездом к с. Наумовка), на автодороге 38Н-150 (38Н-146 — Арбузово — Будановский). Ж/д станция Арбузово (линии Навля — Льгов I и Арбузово — Лужки-Орловские).
В 182 км от аэропорта имени В. Г. Шухова (недалеко от Белгорода).